# りんたろう (俳優)
りんたろう（1990年7月16日 - ）は、日本の俳優、歌手、シンガーソングライターである。滋賀県出身。大阪芸術大学卒業。ミュージカルを中心に、ストレートプレイ、朗読劇、映画出演など俳優として活動。また歌手やシンガーソングライターとしての活動も行う。
配偶者は女優の冴月里実。

## 経歴
10歳で初舞台。その後も舞台出演を重ねる。
大阪芸術大学在学中から舞台出演のため大阪と東京を行き来していた。
現在はミュージカル、ストレートプレイ、朗読劇などの舞台出演のほか、ライブ、ショー、CM歌唱、映画出演、作詞、作曲など活動は多岐に渡る。

## 出演

### 舞台
- 2012年 - ハロー・ドーリー！
- 2013年 - ミー・アンド・マイガール
- 2013年 - 2014年、げんない - からくりクリ坊役
- 2014年 - ニッキー - ジョン役
- 2014年 - タイムフライズ - 芹沢役
- 2014年 - 日陰でも110度
- 2015年 - ショウ・ボート
- 2015年 - KICHI FESTIVAL
- 2015年 - ブロードウェイ・ミュージカル・ライブ2015
- 2015年 - ミー・アンド・マイガール
- 2015年 - UTA・IMA・ SHOW III
- 2016年 - 青い鳥
- 2016年 - きぐるい♡ドワーフ - 綱渡り師役
- 2016年 - bare - アラン役
- 2016年 - スカーレット・ピンパーネル - アンドレ・シェニエ役
- 2017年 - THEレビュー カーテンコールをもう一度！
- 2017年 - ボクチリン がくぶち
- 2017年 - アレグロ
- 2017年 - にんじん
- 2017年 - アダムス・ファミリー - ピューリタン役
- 2018年 - WIZ 幻・想・師
- 2018年 - THEレビュー カーテンコールをもう一度！2018
- 2018年 - Vの果て - 先生役
- 2018年 - 瞑目のパノラマ - バグ役（主演）
- 2018年 - 星降る夜に - ハデス役
- 2018年 - Lady Bunnies Burlesque LIVE vol.2 - MC役
- 2019年 - ハル
- 2019年 - Lady Bunnies Burlesque×GN.BBs CINEMATIC - MC役
- 2019年 - キレイ
- 2019年 - Lady Bunnies Burlesque LIVE vol.3 - MC役
- 2020年 - モダン・ミリー（新型コロナウイルスにより中止）
- 2020年 - ハウ・トゥー・サクシード
- 2021年 - マリー・アントワネット - マラー役
- 2021年 - シブヤデアイマショウ
- 2021年 - 島田歌穂コンサート Musical,Musical,Musical！！vol.2
- 2021年 - ジャック・ザ・リッパー
- 2021年 - ハウ・トゥー・サクシード

- 2022年 - ラ・カージュ・オ・フォール
- 2022年 - キャッチ・ミー・イフ・ユー・キャン

- 2022年 - 望海風斗コンサート LOOK at ME
- 2022年 - Lady Bunnies Burlesque SHOWlive 5th - MC役
- 2023年 - ヴァグラント